# Tulya
Tulya ist ein Verwaltungsbezirk (englisch Ward) des Distrikts Iramba in der tansanischen Region Singida.

## Geografie
Tulya ist ein Bezirk im nördlichen Zentralteil von Tansania am Südufer des Kitangirisees, etwa 90 Kilometer nordwestlich der Regionshauptstadt Singida. Der See liegt in rund 1000 Meter Seehöhe, sein Ufer ist flach, nach Süden steigt das Land auf bis zu 1400 Meter an.
Der Bezirk grenzt im Norden über den Kitangirisee an die Region Simiyu, im Osten an Kidaru, im Süden an Kisiriri und im Westen an Ntwike. Bei der Volkszählung 2022 lebten 8348 Menschen in 2142 Haushalten auf einer Fläche von 123 Quadratkilometern.

## Gliederung
Der Bezirk besteht aus drei Gemeinden (swahili Mtaa) mit zwölf Orten (Kitongoji):
| Migilango - Maugulu - Migilango - Milai - Shauritanga | Tulya - Tulya - Mnsele - Bambalaga - Yombo | Doromoni - Doromoni - Kiteka - Geta - Kibigiri |

## Wirtschaft und Infrastruktur
- Fischerei: Fischerei findet im Kitangirisee statt.[8]
- Bildung: Die Tulya Secondary School ist eine staatliche weiterführende Schule, die rund 200 Schüler bis zur 4. Stufe ausbildet.[9]
- Gesundheit: Im Bezirk gibt es zwei Apotheken, die in der Gemeinde Tulya wird von der evangelischen Kirche geführt,[10] die in Doromoni ist staatlich.[11]